# Нарби, Джереми
Джереми Нарби (англ. Jeremy Narby; 1959; Монреаль, Канада) — доктор антропологии Стэнфордского университета и публицист, получивший международное признание. Исследователь и активный защитник индейских племён бассейна Амазонки и их мест проживания от вырубки лесов. Автор много раз переиздававшейся книги «Космический змей: ДНК и истоки знания» (англ. The Cosmic Serpent; Женева, 1995; Нью-Йорк, 1998) о своей двухгодичной полевой работе по изучению коренного народа ашанинка из перуанской долины Пичис и сделанном им впоследствии открытии, что знания и верования туземных племён Амазонки основаны на их прямом общении (при помощи напитка шаманов — аяуаски) с человеческим ДНК.
Джереми Нарби вырос в Канаде и Швейцарии, изучал историю в новозеландском университете Кентербери и получил докторскую степень в области антропологии в Стэнфордском университете (Калифорния, США). Женат, отец двоих детей. Проживает с семьёй в Швейцарии.
В сотрудничестве с британским антропологом Фрэнсисом Хаксли выпустил книги: «Шаманы на все времена» (Нью-Йорк, 2001; Париж, 2002) и «Антология шаманизма» (Париж, 2009).
В своей книге «Разум в природе» (англ. Intelligence in Nature; Париж, 2005; Нью-Йорк, 2005) Джереми Нарби говорит о существовании разума, обладающего способностью планирования, на всех ступенях эволюции природы.